# Josef Jurkanin
Josef Jurkanin (ur. 5 marca 1949) – czechosłowacki piłkarz występujący na pozycji napastnika.
W reprezentacji Czechosłowacji w latach 1967–1975 zagrał w 12 meczach i strzelił 2 gole. Wystąpił na Mistrzostwach Świata 1970. W 1967 z zespołem Sparty Praga zdobył Mistrzostwo Czechosłowacji.